# Otto Bonhoeffer
Otto Bonhoeffer (* 22. August 1864 in Neresheim; † 8. Januar 1932 in Oberkassel) war ein deutscher Manager.

## Leben
Nach dem Abitur studierte Bonhoeffer von 1882 bis 1887 Chemie in Tübingen. Er war seit dem Wintersemester 1882/83 Mitglied der Studentenverbindung AV Igel Tübingen. Um 1912 war Bonhoeffer Chemiker in Schelploh bei Celle. Er leitete dort eine Sulfonal- und Trionalfabrik. Bonhoeffer war zuletzt Direktor bei Bayer Leverkusen.
1928 konnte er auf eine 40-jährige Tätigkeit bei den Elberfelder Farbwerken bzw. der IG Farben zurückblicken.
1931 schied er aus dem Vorstand der IG-Farbenindustrie aus. 1932 widmete ihm die Zeitschrift für angewandte Chemie einen ehrenden Nachruf.
Bonhoeffer hatte zudem einen Eintrag im Deutschen Wirtschaftsführer.

## Privates
Bonhoeffer hatte drei Kinder, zwei Söhne und eine Tochter.
Er stammte aus einer traditionsreichen Pfarrer- und Beamtenfamilie. Sein Vater war Friedrich von Bonhoeffer und ein Bruder Karl Bonhoeffer.